# Provincia de Chiang Mai
Chiang Mai  es la segunda provincia (changwat) más grande de Tailandia. Está situada en la parte alta del norte de este país asiático y tiene una población de 1,78 millones de habitantes. Limita con Chiang Rai al noreste, con Lampang y Lamphun al sur, con Tak al suroeste, con Mae Hong Son al oeste y con el estado birmano de Shan al norte. La capital, Chiang Mai, está a 685 kilómetros al norte de Bangkok.
La provincia está dividida en 22 distritos (Amphoe) y 2 distritos menores (King Amphoe). Los distritos están subdivididos en 204 comunas (tambon) y 1915 poblados (muban).
Chiang Mai posee una rica historia que se remonta a la antigüedad. Fue la capital del antiguo Reino de Lanna, un estado independiente cuyo nombre histórico completo era "Nopburi Sri Nakornping Chiang Mai". La ciudad fue fundada en el año 1296 por el rey Mengrai, primer monarca de Lanna. Desde entonces, ha florecido como centro político, económico, religioso y cultural del norte de Tailandia.
El idioma local, conocido como kam mueang, sigue siendo utilizado en la actualidad. Chiang Mai destaca por sus tradiciones, cultura y estilo de vida únicos, especialmente en lo que respecta a la artesanía tradicional, la arquitectura lanna, la danza folclórica y festivales locales como el Yi Peng (festival de linternas) y el Songkran lanna (año nuevo tradicional), que continúan siendo preservados y celebrados.
Chiang Mai es un destino turístico de importancia nacional e internacional. Su geografía diversa incluye montañas altas, bosques y ríos abundantes. Alberga el Doi Inthanon, el pico más alto de Tailandia, así como numerosos sitios culturales y naturales como: Wat Phra That Doi Suthep Ratchaworawihan, Wiang Kum Kam, Parque Nacional Doi Suthep–Pui, Mercado nocturno de Chiang Mai
Gracias a su riqueza cultural y artesanal, Chiang Mai fue reconocida en 2017 como miembro de la Red de Ciudades Creativas de la UNESCO en el ámbito de la artesanía y arte popular. Actualmente, se encuentra en proceso de ser propuesta como Patrimonio Mundial.
En el ámbito científico, Chiang Mai es considerada el centro de la astronomía del sudeste asiático, albergando el Observatorio Nacional y el Parque Astronómico Sirindhorn, bajo la supervisión del Instituto Nacional de Investigación Astronómica. Estas instituciones desempeñan un papel clave en la investigación, desarrollo y divulgación de la astronomía, y están abiertas al público durante todo el año.
Además, Chiang Mai es una provincia étnicamente diversa, siendo hogar de varios grupos originarios como los Tai Yuan, Karen (Pga K’nyau), Hmong y Muser (Lahu), quienes contribuyen activamente a preservar la identidad cultural de Lanna en el contexto del mundo moderno.

## Historia
Chiang Mai, la capital de la provincia de Chiang Mai, fue capital del Reino de Lanna tras su fundación en 1296, durante el mismo periodo de tiempo que el establecimiento del Reino de Sukhothai. Desde entonces, Chiang Mai no sólo se convirtió en la capital y el núcleo cultural del Reino de Lanna, sino que también fue el centro del budismo en el norte de Tailandia y el rey Meng Rai construyó innumerables templos.
En 1558, Chiang Mai se convirtió en colonia del Primer Imperio Toungoo. Chiang Mai siguió siendo su colonia durante más de 200 años, hasta que en la Guerra Birmano-Siamesa (1775-1776). En 1774, el régimen colonial birmano fue finalmente expulsado de Chiang Mai por una coalición de fuerzas de Lanna y Siam, y se convirtió en un estado tributario de Siam, que más tarde instaló a un jefe aliado de Lanna, Kawila, para que gobernara de forma independiente la región de Lampang y Chiang Mai como monarca.
En el reinado de Rama V de Siam, bajo su política de centralización administrativa y debido a la ineptitud de la familia gobernante de Chiang Mai, ésta perdió finalmente su independencia, fue anexionada y se convirtió en una subdivisión de segundo nivel de Siam como unidad administrativa de Monthon Phayap, los restos del Reino de Lanna, fue disuelta.
A partir de 1933, Chiang Mai recibió el estatus de «provincia» de Siam y así se mantuvo hasta la actualidad.

## Geografía
La provincia de Chiang Mai está a unos 685 km de Bangkok, en la cuenca del río Mae Ping, y se encuentra a una altura media de 300 m. Rodeada por las cadenas montañosas del altiplano tailandés, tiene una superficie aproximada de 20.107 kilómetros cuadrados (un tamaño comparable al de Israel o El Salvador). Las montañas de la cordillera Daen Lao (ทิวเขาแดนลาว) en el extremo norte de la provincia, la cordillera Thanon Thong Chai (เทือกเขาถนนธงชัย) con la montaña más alta de Tailandia, Doi Inthanon, con 2.565 metros, que se extiende en dirección norte-sur, y la cordillera Khun Tan, al este de la provincia, están cubiertas de selva tropical. El Mae Ping, uno de los principales afluentes del río Chao Phraya, nace en las montañas Daen Lao. La provincia cuenta con varios parques nacionales: Doi Inthanon, Doi Suthep-Pui, Ob Luang, Sri Lanna, Huai Nam Dang, Mae Wang, y Pha Daeng. La superficie forestal total es de 15.404 km² (5.948 millas cuadradas) o el 69,6% de la superficie provincial.
| Amphoe | | King Amphoe         |
| --- | --- | ------------------- |
| 1. Mueang Chiang Mai 2. Chom Thong 3. Mae Chaem 4. Chiang Dao 5. Doi Saket 6. Mae Taeng 7. Mae Rim 8. Samoeng 9. Fang 10. Mae Ai 11. Phrao | 1. San Pa Tong 2. San Kamphaeng 3. San Sai 4. Hang Dong 5. Hot 6. Doi Tao 7. Omkoi 8. Saraphi 9. Wiang Haeng 10. Chai Prakan 11. Mae Wang | 1. Mae On 2. Doi Lo |

## Demografía
El 13,4% de la población de la provincia pertenece a tribus de las colinas:
- Los akha son la tribu de montaña más numerosa de la región. Originarios del Tíbet y el sur de China, viven en tierras altas, a unos 1.200 metros sobre el nivel del mar. En sus aldeas construyen una puerta espiritual para protegerse de los malos espíritus.
- Hmong del sur de China. Prefieren las zonas más elevadas. Crían ganado y cultivan arroz, maíz, tabaco y col. Son conocidos por sus bordados y su plata.
- Los karen ocupan valles y riberas.
- Lahu Proceden del sur de China y viven en zonas altas. Son conocidos como cazadores y plantadores.
- Los lisu, del sur de China  (Tíbet), son conocidos por sus coloridos vestidos y también construyen sus viviendas en postes altos. Cosechan arroz y maíz y sus hombres son expertos cazadores.
- Los tai lue viven en casas de madera de una sola habitación construidas sobre postes altos. Saben tejer.
- Los Tai Yai, de origen birmano, cosechan arroz, cultivan la tierra, crían ganado y comercian. Son artesanos del tejido, la cerámica, la talla de madera y el bronce.
- Los yao viven en las laderas de las montañas y cultivan maíz y otros productos. Son hábiles herreros, plateros y bordadores.

## Transporte
- Carretera: Chiang Mai se encuentra en la autopista 11, la única de dos dígitos de la provincia. Otras carreteras conectan la ciudad de Chiang Mai con el norte y el sur de la provincia, así como con el este, hacia la provincia de Chiang Rai.

- Tren: La estación de tren de Chiang Mai es la terminal norte de la Línea Norte, operada por los Ferrocarriles Estatales de Tailandia.

- Avión: El Aeropuerto Internacional de Chiang Mai (CNX) es uno de los siete aeropuertos internacionales tailandeses bajo la égida de Aeropuertos de Tailandia Public Company Limited (AOT).[11] Como el Aeropuerto Internacional de Chiang Mai es la principal puerta de entrada al norte de Tailandia, desempeña un papel importante en la promoción de los viajes y el turismo en toda la región septentrional. En la actualidad, 14 aerolíneas operan en el aeropuerto, que recibe anualmente más de 3.000.000 de pasajeros, 15.000 vuelos y 16.000 toneladas de carga.